# Campeonato Mundial de Curling Femenino de 2010
El XXXII Campeonato Mundial de Curling Femenino se celebró en Swift Current (Canadá) entre el 20 y el 28 de marzo de 2010 bajo la organización de la Federación Mundial de Curling (WCF) y la Federación Canadiense de Curling.

## Tabla de posiciones
| Pos | Equipo         | G  | P  | G–P |
| --- | -------------- | -- | -- | --- |
| 1   | Canadá         | 10 | 1  | –   |
| 2   | Alemania       | 8  | 3  | 1–0 |
| 3   | Escocia        | 8  | 3  | 0–1 |
| 4   | Estados Unidos | 7  | 4  | 1–0 |
| 5   | Suecia         | 7  | 4  | 0–1 |
| 6   | Dinamarca      | 6  | 5  | 1–0 |
| 7   | China          | 6  | 5  | 0–1 |
| 8   | Rusia          | 5  | 6  | –   |
| 9   | Noruega        | 3  | 8  | 1–0 |
| 10  | Suiza          | 3  | 8  | 0–1 |
| 11  | Japón          | 2  | 9  | –   |
| 12  | Letonia        | 1  | 10 | –   |

## Cuadro final
|  | Clasif. a semifinal | Clasif. a semifinal | Clasif. a semifinal |  |  | Semifinal | Semifinal |  |              | Final        | Final |
|  |                     |                     |                     |  |  |           |           |  |              |              |       |
|  | 1                   | Canadá              | 3                   |  |  |           |           |  |              |              |       |
|  | 2                   | Alemania            | 6                   |  |  |           |           |  |              | Alemania     | 8     |
|  |                     |                     |                     |  |  | Canadá    | 4         |  | Escocia      | 6            |       |
|  |                     | Escocia             | 10                  |  |  |           |           |  |              |              |       |
|  | 3                   | Escocia             | 8                   |  |  |           |           |  | Tercer lugar | Tercer lugar |       |
|  | 4                   | Suecia              | 3                   |  |  |           |           |  |              |              |       |
|  |                     |                     |                     |  |  |           |           |  |              | Canadá       | 9     |
|  |                     |                     |                     |  |  |           |           |  |              | Suecia       | 6     |

## Medallistas
| Evento   | Oro                                                                                         | Plata                                                              | Bronce                                                                                              |
| -------- | ------------------------------------------------------------------------------------------- | ------------------------------------------------------------------ | --------------------------------------------------------------------------------------------------- |
| Femenino | Alemania · Andrea Schöpp · Melanie Robillard · Monika Wagner · Stella Heiß · Corinna Scholz | Escocia Eve Muirhead Kelly Wood Lorna Vevers Anne Laird Sarah Reid | Canadá · Jennifer Jones · Cathy Overton-Clapham · Jill Officer · Dawn Askin · Jennifer Clark-Rouire |